# Kerbal Space Program
Kerbal Space Program, generalment abreujat com KSP, és un videojoc de simulació de vols espacials desenvolupat i publicat per Squad per a les plataformes de Microsoft Windows, macOS, Linux, PlayStation 4 i Xbox One. En el joc, els jugadors dirigeixen un nou espai espacial, format per equips alienígenes humanoides verds coneguts com a "Kerbals". El joc presenta un motor de física orbital realista, que permet diverses maniobres orbitals de la vida real com ara òrbites de transferència de Hohmann i òrbites de transferència bi-el·líptiques.
La primera versió pública es va llançar digitalment a l'apartat web de Kerbal Space Program de la seva companyia, Squad, el 24 de juny de 2011 i es va unir al programa d'accés primerenc de Steam el 20 de març de 2013. El joc es va llançar de forma beta el 27 d'abril de 2015. Kerbal Space program compta amb suport per a l'usuari creador de mods (modificacions que afegeixen noves funcions) i les més populars, com ara les d'explotació de recursos i les missions basades en contextos, han rebut suport i inclusió en el joc per part de Squad. Persones i agències de la indústria espacial s'han interessat pel joc, inclosa la NASA.
El maig de 2017, Squad va anunciar que el joc va ser adquirit per la companyia de videojocs Take-Two Interactive, que ajudarà a donar suport a Squad a mantenir actualitzades les versions de la consola al costat de les versions d'ordinador personal. Private Division, una filial editorial de Take-Two Interactive, es va publicar una edició millorada a Xbox One i PlayStation 4 el gener de 2018. S'han llançat dues extensions per al joc com a contingut descarregable: Making History el març del 2018 i Breaking Ground el maig del 2019.
Una seqüela, Kerbal Space Program 2, s'ha anunciat per a un llançament a partir de l'Abril de 2020.

## Gameplay
Un coet (nau pre-carregada "Kerbal X") asseguda al llançament amb el Vehicle Assembly Building i Mun, la lluna més propera de Kerbin, al fons. Al joc Kerbals, femella a l'esquerra, masculina a la dreta, de peu al llançament.
El jugador administra un programa espacial que gestiona Kerbals, una espècie de petits humanoides verds, que han construït un espai espacial totalment moblat i funcional anomenat Kerbal Space Center (KSC) al seu planeta natal, Kerbin. Tot i ser mostrat com a éssers de dibuixos animats a vegades sense sentit comú, Kerbals s'ha mostrat capaç de construir peces complexes de les naus espacials i dur a terme experiments per assolir els seus objectius científics.
Els jugadors poden crear coets, avions, avions espacials, rovers i altres astronaus i vehicles a partir d'un conjunt de components proporcionat. Un cop construïda, la navegació pot ser llançada per jugadors de la plataforma de llançament o de la pista de llançament de KSC, o des d'altres pads i pistes de llançament al voltant del planeta Kerbin, per intentar completar les missions de joc o dirigides al joc evitant un fracàs parcial o catastròfic (com la falta de combustible o una fallada estructural). Els jugadors controlen la seva nau espacial en tres dimensions amb poca assistència que no sigui un sistema d'estabilitat anomenat "SAS" per mantenir el coet orientat. Sempre que mantingui l'empenta i el combustible suficients, una nau espacial pot entrar en òrbita o fins i tot viatjar a altres cossos celestes. Per visualitzar la trajectòria del vehicle, el jugador ha de passar al mode mapa; aquesta mostra l'òrbita o la trajectòria del vehicle jugador, així com la posició i la trajectòria d'altres naus espacials i cossos planetaris. Aquests planetes i altres vehicles es poden orientar per visualitzar la informació necessària per a la trobada i l'atracament, com ara els nodes ascendents i descendents, la direcció de l'objectiu i la velocitat relativa a l'objectiu. Mentre es troben en mode mapa, els jugadors també poden accedir als nodes de maniobra per planificar els canvis de trajectòria amb antelació.
Les missions (ja siguin jugadores o "contractes" assignats) impliquen objectius com arribar a una certa altitud, escapar de l'atmosfera, arribar a una òrbita estable, aterrar en un determinat cos planetari, capturar asteroides i crear estacions espacials i bases superficials. Els jugadors també poden establir-se reptes els uns als altres als fòrums del joc, com ara visitar les cinc llunes de Jool (l'anàleg del joc per a Júpiter), o utilitzar modificacions per provar la nau espacial als tornejos de combat aeri.
Els jugadors poden controlar astronautes en el joc, coneguts com a Kerbals, que poden realitzar activitats extravehiculars (EVA). Mentre es troba a EVA, Kerbals pot utilitzar el seu sistema de propulsió de vestits EVA per maniobrar a l'espai i al voltant de les estacions de navegació i espais, similar a l'ús de la Unitat de Maniobrada de la NASA. Les accions que es poden dur a terme mentre es troben en EVA inclouen reparar les potes de desembarcament, les rodes i els paracaigudes. Kerbals també pot recopilar material dels experiments científics, permetent-los emmagatzemar dades dins de la càpsula del vaixell. Durant un EVA en qualsevol planeta o lluna sòlid, un Kerbal pot col·locar una bandera o prendre una mostra de superfície.
Es poden recrear naus espacials històriques i minvar-ne les realitzacions, com el programa Apollo, el rover de Mars Science Laboratory o l'Estació Espacial Internacional. Els jugadors poden instal·lar modificacions que implementin destinacions, armes, coets i objectius, com ara intentar desafiaments en un sistema solar a escala real. Els mods també poden afegir pantalles informatives que mostren estadístiques artesanals i orbitals com el delta-v i la inclinació orbital. Alguns mods s'han afegit al joc oficialment, a causa de la popularitat. Per exemple, la mineria de recursos, amb l'objectiu d'obtenir mineral per refinar recursos com el combustible, s'ha implementat oficialment des d'un mod popular.
A partir de la versió 1.7, els principals cossos celestes del joc per ordre de la seva proximitat amb l'estrella matriu, el Sol, són Moho, Eve, Kerbin, Duna, Dres, Jool i Eeloo (respectivament, anàlegs a Mercuri, Venus, la Terra, Mart, Ceres, Júpiter i Plutó). Les modificacions de la comunitat són capaces d'expandir aquest sistema planetari per incloure anàlegs dels planetes exteriors que falten, així com cossos de ficció i sistemes exoplanetes llunyans.

### Modes de joc
El jugador inicia un nou joc escollint un dels tres modes de joc: Sandbox, Science i Carrera. En el mode sandbox, els jugadors poden intentar construir un vehicle adequat per a qualsevol projecte desitjat sense penalització per falles i missions completament assignades per l'usuari. Molts jugadors han construït naus espacials no realistes en aquesta modalitat, com ara coets pràcticament grans, complicats o costosos. Aquest mode també s'utilitza sovint per crear rèpliques d'avions de la vida real, coets, trens, vaixells, cotxes i altres tipus de vehicles.
En mode científic, la selecció inicial de peces és limitada. Es poden desbloquejar parts més complexes a l'edifici de Recerca i Desenvolupament avançant en "ciència" amb diversos experiments a Kerbin i en altres llocs del sistema solar. Aquest mode va ser dissenyat per facilitar als jugadors nous en el joc i evitar que s'enfonsin.
El mode de carrera amplia el mode científic afegint fons, reputació i contractes. Per construir i llançar nous coets, els jugadors han de realitzar contractes, guanyant fons per pagar les parts necessàries. La reputació afecta la quantitat de contractes que es donen al jugador; menys reputació comporta contractes de menys qualitat. Declinar un contracte reduirà la probabilitat que un contracte del mateix tipus aparegui posteriorment. Simultàniament, els jugadors han d'actualitzar els edificis del centre espacial per desbloquejar noves funcions com ara un seguiment millorat, un límit de massa més elevat de les naus espacials, un límit de recompte de parts més gran i un augment de contractes disponibles.

#### Moneda
Hi ha tres monedes al programa espacial Kerbal: ciència, crèdits o fons i reputació. Tot i que els crèdits són els equivalents del diner en joc, a ciència i reputació també se'ls coneix com a moneda. Al mode Sandbox, no hi ha monedes disponibles, ja que no hi ha necessitat. En el mode Science, només hi ha ciència disponible. Les tres monedes estan disponibles en mode Carrera.
La ciència s'obté mitjançant la realització d'experiments o informes d'equips. Els experiments només es poden convertir en ciència mitjançant transmissions per antenes o amb la recuperació d'una nau a Kerbin. La recuperació d'un experiment val més la ciència que la transmissió. Cada cop que un experiment es converteix en ciència, val menys ciència la propera vegada que es recupera, fins que no val la pena fer-ne cap ciència.
Els fons o crèdits es poden obtenir de dues maneres: una amb la formalització de contractes de diverses agències, i dues, explorant nous cossos celestes (en els quals una societat registradora et recompensa amb uns quants milers de fons). La Kerbin World Recording Keeping Society té contractes; no obstant això, les recompenses per explorar cossos celestes no són contractes. Els contractes s'accepten a través de l'edifici de Control de Missions a KSC i es compleixen durant el vol.
La reputació es guanya a través de missions d'èxit i es perden a través de les fallides. És essencialment tan segur com Kerbals creu que és volar amb la seva nau espacial. Més reputació dona lloc a millors contractes.

### Física
Tot i que el joc no és una simulació perfecta de la realitat, ha estat lloat per la seva mecànica orbital precisa; tots els objectes del joc, excepte els cossos celestes, es simulen mitjançant dinàmiques newtonianes. Per exemple, l'empenta de coets s'aplica a la trama d'un vehicle basada en la col·locació d'elements generadors de força i les juntes entre parts tenen una força limitada, permetent que els vehicles siguin destrossats per forces excessives o dirigides erròniament.
El joc simula trajectòries i òrbites mitjançant l'aproximació cònica pegada en lloc d'una simulació completa del cos n; per tant, no admet punts de Lagrange, pertorbacions, òrbites lissajoses, òrbites halo o forces de marees. Segons els desenvolupadors, implementar una física completa del cos n requeriria la reescriptura de tot el motor de física.
Els astronautes del joc, Kerbals, es simulen físicament. En colpejar un objecte amb els peus els farà caure.
Alguns cossos celestes presenten atmosferes de diferents altures i densitats, afectant l'impacte de l'arrossegament sobre les ales i els paracaigudes. Les simulacions són prou precises perquè tècniques del món real, com ara l'aerofrenada, són mètodes viables per navegar pel sistema solar. L'aerofrenada, però, s'ha convertit en un mètode de reducció de velocitat molt més difícil des de l'alliberament complet de la versió 1.0 a causa d'una aerodinàmica millorada i un escalfament opcional durant l'entrada atmosfèrica. Les atmosferes en el joc s'allunyen a l'espai però tenen altures fines, a diferència de les atmosferes reals.
El programa espacial Kerbal altera l'escala del seu sistema solar amb finalitats de joc. Per exemple, Kerbin (analògic del joc de la Terra) té un radi de només 600 quilòmetres, aproximadament 1⁄10 del de la Terra. Per compensar les conseqüències gravitacionals d'aquesta diferència de mida, la densitat de Kerbin és superior a 10 vegades la de la Terra. Els mateixos planetes també estan molt més junts que els planetes del sistema solar de la vida real. Tanmateix, alguns mods porten el sistema solar del món real al joc amb un escalat precís, ambients i parts addicionals per compensar els requeriments de potència addicionals.

## Història i desenvolupament

### Pre-desenvolupament
El director Felipe Falanghe va ser contractat per Squad l'abril de 2010. En aquell moment, l'empresa no va desenvolupar programari. Segons Falanghe, el nom "Kerbal" provenia dels noms que va donar petites figuretes de llauna que va instal·lar en focs artificials modificats d'adolescent. A l'octubre de 2010, el desenvolupament del programa espacial Kerbal va ser autoritzat pel cofundador Adrian Goya, però es va ajornar fins que Falanghe va acabar els seus projectes. El programa espacial Kerbal es va compilar per primera vegada el 17 de gener de 2011. El primer llançament públic del joc, la versió 0.7.3, va ser el 24 de juny de 2011. El joc va entrar en beta el 14 de desembre de 2014, amb la versió 0.90, i va sortir de beta el 27 d'abril. 2015.

### Alpha
La versió 0.7.3 va ser la primera versió pública del programa espacial Kerbal i es va publicar el 24 de juny de 2011. Es va descarregar més de 5.000 vegades. La versió mancava de moltes funcions presents en versions posteriors, com ara el mode d'assistència a l'estabilitat. Kerbin no girava, i el sol era simplement una font de llum direccional. No hi havia mecànics de flux de combustible, ni superfícies de control ni altres cossos celestes. Les versions posteriors van afegir planetes i llunes addicionals, així com la capacitat de carregar i guardar col·leccions de peces, conegudes com a "subassemblees". També es van afegir tutories en aquesta etapa.
La versió 0.24, titulada First Contract i publicada el 17 de juliol de 2014, va afegir els contractes i el sistema de reputació al mode de carrera del joc; tanmateix, els jugadors encara podien jugar al mode de carrera sense aquestes funcions en la nova modalitat científica. Els contractes premien el jugador amb moneda i reputació. Els fons es poden utilitzar per adquirir peces de coets i la reputació resulta en contractes millors i més lucratius.
El llançament alfa final, 0,25, incloïa un nou sistema econòmic i una important reelaboració dels components dels avions.

### Beta
La versió 0.90, sobrenomenada Beta Than Ever, va ser llançada el 15 de desembre de 2014. Aquesta va ser l'única actualització beta del programa espacial Kerbal. Amb un codi reescrit àmpliament per a l'editor, va introduir la possibilitat d'ordenar les peces segons diverses característiques i assignar-ne parts a categories personalitzades. Els jugadors ara podrien compensar parts, inclòs a l'espai. El mode de carrera inclou les millores d'edificació; inicialment només és compatible la creació de petits coets de baixa massa i un recompte de parts, però el jugador pot actualitzar cadascuna de les instal·lacions per augmentar les limitacions de mida o desbloquejar altres capacitats.

### Llançament
La versió 1.0 va ser la primera versió completa del programa espacial Kerbal. Va ser sobrenomenat We Have Liftoff! i es va llançar el 27 d'abril de 2015. La versió 1.0 va revisar completament el model de vol i arrossegament per a una simulació més realista, ignorant ara l'arrossegament en les peces de coets obtingudes del flux d'aire. També va permetre l'aixecament del cos, de manera que les parts no dissenyades específicament com ales (com ara panells estructurals) encara podrien generar aixecaments. 1.0 va afegir blindatges de calor i calor, fent que l'entrada atmosfèrica sigui molt més perillosa, així com frens d'aire i carenatges generats procedimentalment. Totes les parts van rebre modelatge intern. Es va afegir la mineria de recursos per perfeccionar combustible o monopropellant. 1.0 també va aportar diverses millores a Kerbals, que ara podria tenir diverses especialitzacions. Per exemple, "Engineer" Kerbals pot reparar rodes i potes de desembarcament. El Kerbals femení també es va afegir al joc. La versió 1.1, sobrenomenada Turbo Charged, es va publicar el 19 d'abril de 2016, gairebé un any després de la darrera actualització important. El motor del joc es va actualitzar d'Unity 4 a Unity 5, i es va produir un augment massiu del rendiment, així com un client estable de 64 bits, eliminant les restriccions de memòria causades per la instal·lació de massa mods. Bona part del joc es va reescriure per aconseguir-ho.
Squad va llançar la versió 1.2, sobrenomenada Loud And Clear, per actualitzar el joc de la Unity 5 a la 5.4 i introduir millores en el rendiment i la menor importància del joc. El pegat va entrar en proves experimentals el 6 de setembre de 2016 i va ser llançat oficialment l'11 d'octubre de 2016. Les seves principals novetats inclouen satèl·lits de comunicació, sistemes de relé i KerbNet.
La versió 1.3, sobrenomenada Away with Words, va ser llançada el 25 de maig de 2017. A diferència dels seus predecessors, aquesta versió no té canvis de joc i rendiment importants, en lloc de centrar-se en la localització del joc a xinesos espanyols, russos, japonesos i simplificats.
La versió 1.4, anomenada Away With Words Mk-II, es va publicar el 6 de març de 2018. Amplia la gamma d'idiomes compatibles afegint traduccions al portuguès francès, italià, alemany i brasiler. El DLC de Making History (vegeu més avall) també es va publicar al costat d'aquesta actualització i va afegir un nou sistema de creació de missions juntament amb un nou conjunt de peces.
La versió 1.5, sobrenomenada Dressed for Success, va ser llançada el 15 d'octubre de 2018 juntament amb una actualització per al DLC de Making History. Va afegir nous vestits interns i externs per a Kerbals, juntament amb la capacitat per posar Kerbals als seients de comandament a l'editor del vehicle i canvis visuals per a les peces.
La versió 1.6, sobrenomenada To Vee o no To Vee, va ser llançada el 19 de desembre de 2018 juntament amb una actualització per a History History DLC. Va afegir una lectura delta-v per a totes les etapes de l'editor i el vol, juntament amb la capacitat d'eliminar els cascos a EVA i els canvis visuals de les peces.
La versió 1.7, sobrenomenada Room to Maneuver, va ser llançada el 10 d'abril de 2019 juntament amb una actualització per a History History DLC. Va afegir un editor de nodes de maniobra precís, informació orbital més detallada a la interfície d'interès de vol, un mode a nivell de terra per a l'altímetre de vol i canvis visuals per a les parts.
La versió 1.8, sobrenomenada Moar Boosters !!!, va ser llançada el 16 d'octubre de 2019 juntament amb una actualització per a History History DLC i per a Breaking Ground DLC. Va actualitzar el motor a Unity 2019.2, desaprofitant l'API DirectX 9 a favor de DirectX 11, alhora que va implementar nous ombres i textures del terreny per a diversos cossos.

### Altres actualitzacions, propietat de Take-Two Interactive
El 27 de gener de 2014, es va revelar que Squad treballava en una versió basada en l'educació del joc titulada KerbalEdu en col·laboració amb TeacherGaming LLC, creadors de MinecraftEdu. Des de llavors s'ha llançat i inclou una interfície d'usuari millorada per a la recollida i resum de dades més fàcils, lliçons pre-realitzades que se centren en determinades construccions, opcions per utilitzar el sistema mètric i una "pedagogia robusta" que inclou informació fora del joc que enllaça. al seu contingut
Squad també ha realitzat un Asteroid Mission Pack, amb el suport total de la NASA. Llançat l'1 d'abril de 2014, es basa en la iniciativa de la vida real d'enviar els humans a estudiar asteroides.
La majoria de la música del joc va ser proporcionada pel compositor sense regals Kevin MacLeod, i la resta de la banda sonora ha estat escrita pel compositor intern de Squad, Victor Machado. El tema principal del joc va ser compost pel dissenyador principal Felipe Falanghe i organitzat per Machado.
El 5 de juny de 2015, es va anunciar que el programa espacial Kerbal estava portant-se a PlayStation 4 per Flying Tiger Entertainment. L'agost de 2015, es va anunciar que els ports Xbox One i Wii U també estaven en desenvolupament per Flying Tiger Entertainment.
El joc ha estat llançat des de llavors a PlayStation 4 i Xbox One, però Squad s'ha mostrat tranquil respecte al port anunciat de Wii U. El gener del 2017, un dels desenvolupadors de Squad finalment havia trencat el silenci als fòrums oficials i va admetre que, malgrat l'entusiasme inicial per llançar el joc a la Wii U, van afirmar que diversos "factors externs" els han obligat a reevaluar el suport de la consola. Afegien que es donaran a conèixer més detalls en una data posterior.
El 17 de març de 2017, Squad va anunciar una ampliació completa del joc; anomenat Making History, es pagaria i contindria noves funcions. Aquestes novetats incloïen Mission Builder, que permetria als jugadors crear i editar les seves missions que podrien realitzar els jugadors llançant i operant diversos coets i naus del joc, i History Pack, que proporcionaria missions dissenyades que simulessin importants esforços d'espai històric que han estat realitzats. completat a la vida real. Squad va anunciar el 7 de febrer de 2018 que l'expansió seria publicada el 13 de març de 2018. L'expansió conté moltes parts inspirades en les quals s'utilitzen en diversos coets com la nau espacial Soyuz i la Saturn V. [necessita citació]
Squad va anunciar al maig de 2017 que el programa espacial Kerbal ha estat adquirit per l'editorial Take-Two Interactive; aquesta adquisició no afecta el desenvolupament ni els plans del joc de Squad i els patrocinadors inicials encara obtindran DLC gratuït, i amb l'ajut de Take-Two com a editor, suportarà millor el programa espacial Kerbal a les consoles per mantenir actualitzades aquestes versions al costat de l'ordinador personal.. El programa espacial Kerbal serà un dels primers títols publicats a la divisió privada de Take-Two Interactives, llançada el 2017, un segell editorial dirigit a donar suport als estudis de desenvolupament de mida mitjana.
A finals de maig de 2019, Squad va llançar l'expansió Breaking Ground, que inclou servos, pistons, vestits d'espai redissenyats i experiments que es poden desplegar per guanyar ciència amb el temps.

## Seqüela
El programa espacial Kerbal 2 es va anunciar a Gamescom 2019 el 19 d'agost de 2019. El joc està desenvolupat per Star Theory i Private Division, amb la data de llançament projectada algun temps a mitjan 2020. La seqüela es basarà en les actuals característiques de la caixa de sorra del programa Kerbal Space. i, alhora, s'introduïen nous mètodes de propulsió (per exemple, la unitat d'Orion), mòduls d'habitabilitat per a construir colònies planetàries superficials i orbitals, un mode multijugador molt sol·licitat, així com viatjar interestel·lar, una característica que en el programa espacial Kerbal només era possible mitjançant mods extremadament grans. El desenvolupament es va traslladar en part a la teoria de la estrella de manera que Squad es pogués centrar en desenvolupar actualitzacions addicionals del joc original. Take-Two va establir un nou estudi sense nom sota la divisió privada per continuar desenvolupant el programa espacial Kerbal 2, amb algunes de les teories de Star Theory, deixant clar el paper de Star Theory en el títol.

## Recepció
|  | This section needs expansion. You can help by adding to it. (May 2017) |

| Aggregate score | Aggregate score |
| Aggregator      | Score           |
| --------------- | --------------- |
| Metacritic      | 88/100          |
| Review scores   |                 |
| Publication     | Score           |
| Destructoid     | 8.5/10          |
| Edge            | 9/10            |
| Game Informer   | 8.5/10          |
| GameSpot        | 9/10            |
| IGN             | 9/10            |
| PC Gamer (US)   | 96/100          |

| Awards                                         | Awards              |
| Publication                                    | Award               |
| ---------------------------------------------- | ------------------- |
| Game Developers Choice Awards                  | Audience Award      |
| Unity Awards                                   | Best Gameplay       |
| Unity Awards                                   | Community Choice    |
| Golden Joystick Awards                         | Best Indie Game     |
| National Academy of Video Game Trade Reviewers | Game, Simulation    |
| Edge                                           | PC Game of the Year |

Les publicacions alpha i beta van ser ben rebudes. Moltes publicacions han parlat positivament del joc, elogiant el seu valor de reproducció i aspectes creatius, inclosos Kotaku, Rock, Paper, Shotgun, IGN, GameSpy, Eurogamer, Polygon i Destructoid.
El maig de 2015, PC Gamer va concedir a Kerbal Space Program 1.0 una puntuació de 96 sobre 100, la seva màxima puntuació de revisió del 2015. Elogien la "combinació perfecta de ciència i boscos", així com el sentit de la realització sentida en arribar a altres planetes. i complir objectius. IGN ha elogiat la capacitat del programa espacial Kerbal de crear diversió per falla, dient que "En el moment que finalment vaig construir un coet que aconseguís una òrbita reeixida, havia fracassat tantes vegades que en gairebé qualsevol altre joc hauria abandonat per complet".
En la seva ressenya, Edge va pensar que "La màgia del programa espacial Kerbal no és només que aconsegueixi ser un joc i una simulació, una eina educativa d'alt nivell i una cosa divertida per simplement sentir-se i enganxar-se. És això, en combinació, aquestes qualitats permeten una connexió amb la història real i els èxits humans reals ... La seva promesa final per al jugador no és que trenqueu un trencaclosques establert per un dissenyador, sinó que trenqueu un trencaclosques fixat per la realitat. "

### Publicitat
En les hores posteriors al llançament d'accés precoç de Steam el 20 de març de 2013, el programa espacial Kerbal va ser un dels 5 jocs més venuts de la plataforma i el més venut a Steam per a Linux.
Squad també ha llançat mercaderies físiques com roba i joguines de peluix. El març del 2015, el servei d'impressió 3D i Squad Eucl3D va anunciar una associació que permetria als jugadors ordenar models impresos en 3D de la seva manualitat.

### Comunitat científica
El joc s'ha convertit en la comunitat científica amb científics i membres de la indústria espacial que mostren interès pel joc, inclosos la NASA, l'ESA, el Tory Bruno de la ULA i Elon Musk de SpaceX. Squad ha afegit al joc un paquet de missions de redirecció Asteroid basat en la NASA, que permet als jugadors rastrejar i capturar asteroides per a la seva explotació i estudi. Squad també ha desenvolupat un mod oficial per al joc centrat en observar i rastrejar asteroides amenaçadors, anomenat "Asteroid Day". El mod es va desenvolupar en col·laboració amb la Fundació B612. Algunes parts d'aquest mod fora de la funcionalitat principal es van afegir com a part de l'alliberació de l'actualització 1.1, amb la integració completa del joc al joc d'accions com a versió 1.3.